# Matakó
A matakó (Tolypeutes matacus) az emlősök (Mammalia) osztályának a páncélos vendégízületesek (Cingulata) rendjébe, ezen belül az övesállatok (Dasypodidae) családjába tartozó faj.

## Előfordulása
Dél-Amerikában, Argentína, Bolívia, Brazília és  Paraguay területén honos. Száraz erdőkben és szavannákon él.

## Megjelenése

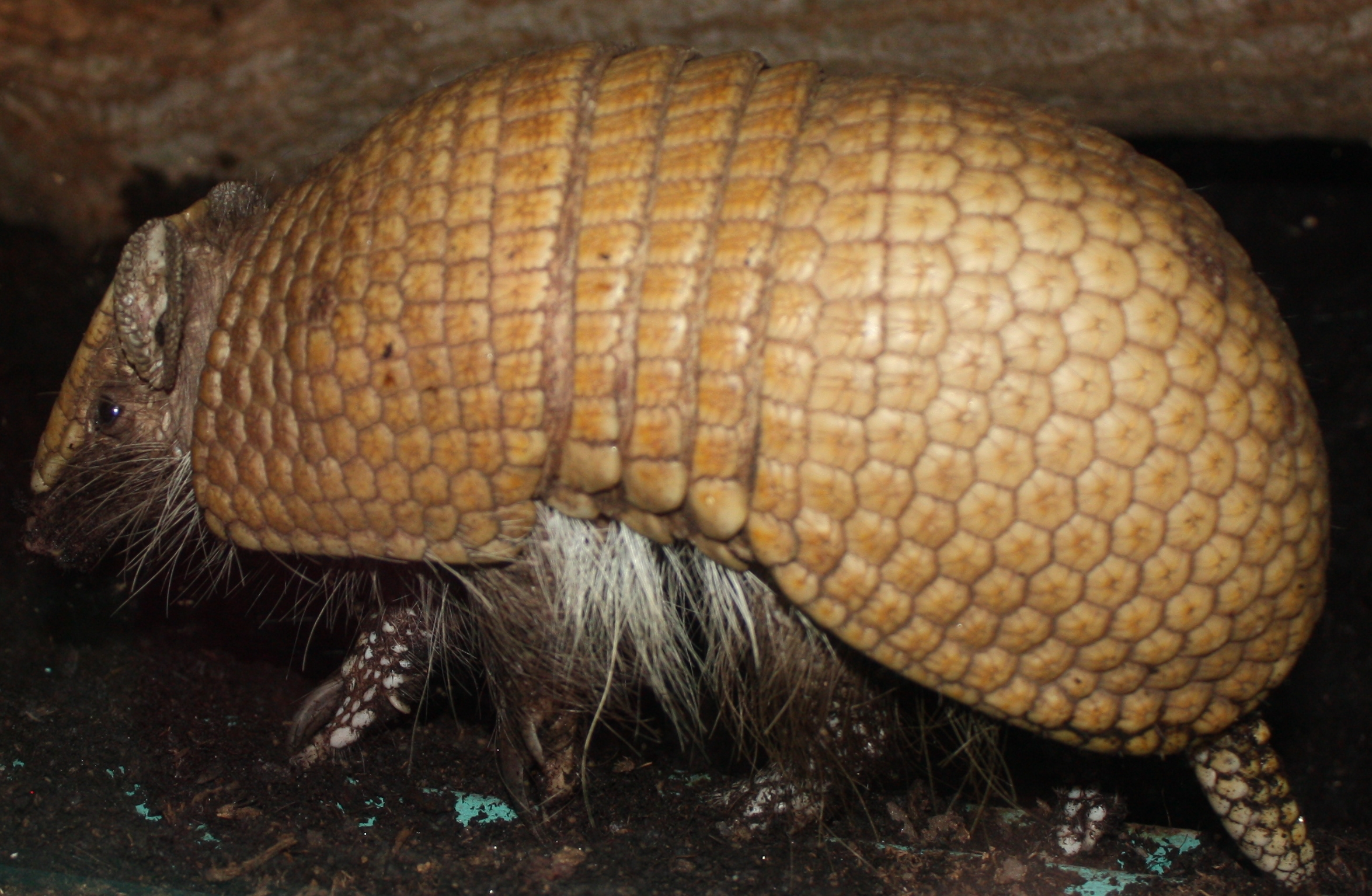

Az állat fej-törzs-hossza 35-45 centiméter, farokhossza 7-9 centiméter és testtömege 2-3 kilogramm. A gyűrű a hát közepén elhelyezkedő megkeményedett bőrsáv, amely összenőtt az alatta húzódó puha, rugalmas bőrrel. A legtöbb állatnak három öve van, azonban vannak négy és öt gyűrűs példányok is. Veszély esetén a matakó úgy összegömbölyödik, hogy medence- és vállpáncélja (kiálló csontos lemezek) összeér. A fej- és a farokpáncél zárja a sárgadinnye méretű gömböt, s így védi az állat érzékeny, könnyen sebezhető hasát. A matakónak a mellső lábán 4 karma van. Az állat legfejlettebb érzéke a szaglása. Orrával találja meg a táplálékot a földön és a föld alatt. Látása és hallása viszonylag gyengén fejlett.

## Életmódja
A matakó magányos, nappal és éjszaka egyaránt aktív. Tápláléka hangyák, termeszek, más rovarok, kisebb gerinctelen állatok és esetenként gyümölcsök. A matakó 12-15 évig él.

## Szaporodása
Az ivarérettséget egyévesen éri el. A párzási időszak nyáron van. Az egyetlen utód október és január között születik meg. A páncél csak hetek múlva keményedik meg.

## Rokon fajok
A matakó legközelebbi rokona a háromöves tatu (Tolypeutes tricinctus).